# Deus Ex: Ефект Ікара
«Deus Ex: Ефект Ікара» (англ. Deus Ex: Icarus Effect) — науково-фантастичний роман, приквел до відеогри Deus Ex: Human Revolution від Eidos Montreal. Написаний американським письменником Джеймсом Своллоу (англ. James Swallow) та виданий окремою книгою 22 лютого 2011 року — за пів року до виходу гри Deus Ex: Human Revolution. Гра Deus Ex: The Fall продовжує сюжет роману.
«Deus Ex: Ефект Ікара» є технотрилером і належить, як і гра, до жанру «кіберпанк». Події розгортаються у вигаданому всесвіті Deus Ex 2027-го року, коли повсюдними стали аугментації — кібернетичні вдосконалення людського тіла. Таємна агентка Анна Келсо та найманець Бен Саксон, шукаючи вбивць своїх близьких, дізнаються про змову Ілюмінатів, які намагаються керувати світом, усуваючи ключових осіб.

## Сюжет
Агентка секретної служби Анна Келсо під час чергової операції втратила напарника Метта Раяна і сама була поранена. В пошуках винних вона знаходить на списаному авіаносці торгівку інформацією Вдову, яка розповідає про угрупування найманців «Тирани». Анну заарештовують, але потім відпускають, відсторонивши від завдання. В той же час колишній англійський спецпризначенець з SAS Бен Саксон, прямуючи з загоном на місію під час громадянської війни в Австралії, зазнає несподіваного нападу дрона та єдиний виживає.
Джарон Намір пропонує Бену приєднатися до «Тиранів», обіцяючи допомогти помститися за його загін. Бен працює на «Тиранів» кілька місяців, знайомлячись із Джароном Наміром, Лоуренсом Барреттом, Єленою Федоровою, Гюнтером Германом і Скоттом Хардесті. Їм доручають вбити в Москві Михайла Контарського, адміністратора російського комітету з удосконалення людини. Намір розповідає Саксону, що Контарський пов'язаний з осередком кібертероризму «Juggernaut Collective», та знає убивць його загону. «Тирани» знаходять Контарського, коли він розмовляє по відео з таємничим «Янусом». Хардесті вбиває Контарського, не давши «Янусу» договорити. Через це Бен починає сумніватися в добрих намірах «Тиранів». Тоді Джарон влаштовує між Беном і Гюнтером смертельний двобій, але вони відмовляються вбити одне одного. Джарон каже, що це було випробування та лишає Бена в угрупуванні.
Анна Келсо отримує запрошення від підлітка-хакера з «Juggernaut Collective» під ніком D-Bar. Той пояснює, що «Тирани» лише виконують волю стародавньої могутньої організації. Хакер пояснює Анні «ефект Ікара» — соціальний феномен, коли суспільство підсвідомо знищує певних людей, аби зберегти стабільність. «Тирани» — це прояв «ефекту Ікара», що запобігає змінам, знищуючи тих, хто «літає надто високо». Анна пробирається до штаб-квартири Секретної служби у Вашингтоні, де довідується, що її напарник був жертвою «ефекту Ікара».
Бен отримує розкішне життя в Лондоні. Він отримує послання від «Януса» з питанням чи дійсно служить правильним людям. Потім до Бена заходить Єлена Федерова, спокушає його, і вони займаються сексом. Згодом «Тирани» планують атаку на штаб-квартиру «Sarif Industries» у Детройті, щоб завадити розробці вибухової системи «Тайфун», а також убити її лідерів до того, як вони зможуть зустрітися з Національною науковою радою. «Тирани» згадують експерта з безпеки, який охороняє штаб-квартиру, Адама Дженсена. Але раптово плани змінюються і «Тиранів» відряджають до Вірджинії.
Анну схоплюють, її допитує Рон Темпл, який сам зізнається, що начальство погрожує вбити його колишню дружину та дітей. Він пояснює, що намагався утримати Анну від розслідування, інакше їй загрожує довічне ув'язнення. Коли її перевозять, D-Bar влаштовує аварію та визволяє Анну. Вона викрадає його автомобіль і від'їжджає в невідоме місце.
Ціллю «Тиранів» стає Рон Темпл, при цьому Хардесті змушує Саксона залишитися позаду, вважаючи, що йому бракує досвіду. «Тирани» розстрілюють всіх у будинку Рона, але його самого там не виявляється. Анна стає свідком цього та виявляє Рона в підвалі. Удвох вони тікають, Бен зауважує це, але вирішує нікому не казати. На базі найманців Бен зустрічається з Барреттом і Наміром, які після нападу на «Sarif Industries» планують ще одну велику операцію в Європі.
З телевізора Анна дізнається, що її звинувачено у вбивствах у будинку Рона Темпла, і тепер вона перебуває в розшуку. Анна отримує пакунок від хакерів, який містить лише флешку, електромагнітну гранату та вказівки до таємного місця в Канаді. Єлена намагається її вбити, проте Анна кидає гранату, що вимикає аугментації Єлени, даючи шанс на втечу. Анна заплутує шлях, проте її знаходять D-Bar і група головорізів. Разом вони вирушають у екрановану від електромагнітних хвиль штаб-квартиру «Juggernaut Collective».
Бен підслуховує розмову Хардесті та Наміра, що він надто м'який. Намір проте заступається за Бена. Тоді Бен телефонує «Янусу», котрий підказує як прочитати таємну інформацію з терміналу Наміра на літаку. Звідти Бен дізнається, що начальство «Тиранів» регулярно вбиває найманців, видаючи це за нещасні випадки, щоб набирати нових і так запобігати викриттю. Дізнавшись про це, Бен тікає, борячись із «Тиранами», що намагаються його зупинити. Він змушений вступити у бій з Барретом і важко ранить його, підірвавши пояс із гранатами. Врешті Бен вистрибує з літака над Атлантичним океаном і завдяки вживленій системі приземлення «Ікар» виживає, хоча й ламає ноги. З-під води з'являється якийсь апарат і забирає Бена.
Анна зустрічається з Хуаном Лебедєвим, основним інвестором «Нових синів свободи», та Пауеллом, лідером невеликого взводу Національних визвольних сил. Вони пояснюють Анні, що «Тирани» насправді працюють на Ілюмінатів, стародавнє товариство, яке бореться за непрямий контроль над світом і часто фігурує в теоріях змови. Анна скептично ставиться до цього пояснення, але «Янус» переконує її в реальності Ілюмінатів, показавши влаштовані ними заворушення на вулицях.
Невдовзі на штаб-квартиру «Juggernaut Collective» доставляють Бена, котрий передає D-Bar пароль для розшифрування даних з терміналу Наміра. Так стає відомо, що «Тирани» прямують до Женеви, щоб убити Білла Таггарта з Фронту людства, зробивши його мучеником за права аугментованих людей. «Juggernaut Collective» вирушає завадити цьому, Анна, Бен і Пауелл отримують свої завдання. Їдучи в авто, Анна впізнає Гюнтера Германа — вбивцю Метта Райана. Вона стрибає на його фургон і бореться з Гюнтером, що спричиняє аварію. Бен обшукує полишений літак «Тиранів», де знаходить саморобну вибухівку і це здається йому дивним. Він усвідомлює, що це була пастка, і тікає в останні миті перед вибухом. Пауелл та його люди при цьому гинуть.
Коли Анна повертається на дорогу, D-Bar каже, що Ілюмінати переконали його здатися. Він пояснює, нібито ілюмінати занадто могутні, тож йому краще служити їхній справі. Джарон повідомляє Бену, що Анну схоплено і він уб'є її, якщо Бен привселюдно не вб'є Таггарта. Скотт Хардесті передає для цього Бену пістолет з єдиним набоєм, пригрозивши, що якщо той застрелиться сам, то Анну катуватимуть. Бен підходить до Таггарта, проте в останню мить прикриває його. Хардесті, який водночас цілився в Таггарта, влучає у секретаря. Білл запитує Саксона, чи послали його «Вони», маючи на увазі Ілюмінатів. Бен наздоганяє Хардесті та пронизує його лезом і просить в «Януса» про допомогу. «Янус» розповідає, що Анну тримають на яхті «Ікар», розташування якої повідомляє поліції.
Анна використовує свій значок, як кастет, щоб приголомшити Баррета й утекти з камери. Сховавшись у вантажному відсіку, вона знаходить тіло D-Bar зі зламаною шиєю. Ззаду підкрадається Єлена, та Анна розриває газопровід, спалахує пожежа. Троє вцілілих «Тиранів» планують відвезти її на віддалену базу літаком, але до кабіни пілота вривається Бен. Джарон викликає його на поєдинок і легко перемагає його завдяки своїм імплантатам. Та Бен стріляє Наміру в груди з пістолета, забраного у пілота, і вистрибує з Анною назад на яхту. «Тирани» тікають, сподіваючись, що яхта скоро потоне.
У Парижі молодий Морган Еверетт і Люціус ДеБірс зустрічаються обговорити події в Женеві. Морган стверджує, що, навіть коли Білл Таггарт живий, то замах на нього підштовхнув Організацію Об'єднаних Націй до проведення конференції з урегулювання аугментацій. Вони також згадують Боба Пейджа, учня Моргана, який знайшов Гюнтера, котрий більше не працюватиме на Ілюмінатів. Вони розповідають про декілька своїх планів на найближче майбутнє, включаючи ініціативу з використанням біочипу, ліки від СНІДу, «Проєкт D» та експеримент з керування Каліфорнійським розломом.
Бен і Анна за якийсь час переховуються в Коста-Риці. Бен планує виїхати, Анна перед цим наголошує, що вона пам'ятає слова «Януса» про те, що незабаром настануть серйозні зміни, і ніхто не може цього змінити.

## Сприйняття
Сайт IGN зарахував «Ефект Ікара» до 5-и вартих уваги книг, заснованих на відеоіграх, зазначивши, що вона «заповнює важливі прогалини в сюжеті та виступає як точка входу до Deus Ex: The Fall».
Згідно з сайтом Bit-tech, книга слугує чудовим вступом до світу Deus Ex. У ній вдало поєднано теми соціального розшарування та правдоподібних новітніх технологій. Утім, описи зброї та аугментацій, які потім з'являються в Deus Ex: Human Revolution, надто детальні, а тема трансгуманізму замало розкрита. В підсумку це «надзвичайно приємний і стрімкий бойовик. Персонажі правдоподібні та співчутливі, а сюжет всіяний незабутніми сценами та жорстокими кулачними бійками».